# Histoire de la commune d'Evere
Pour un article plus général, voir Evere.
1795 – en cours
Entités précédentes :
- Seigneurie d'Evere

L'histoire de la commune d'Evere relate les faits importants qui se sont déroulés sur le territoire de cette commune qui fait partie, depuis 1954, des dix-neuf communes de la Région de Bruxelles-Capitale en Belgique.
Jusqu'au sortir de la Première Guerre mondiale, Evere est une commune à vocation essentiellement agricole. La culture céréalière, celle de la carotte et celle du navet y sont dominantes jusqu'à l'introduction de la pomme de terre dans la deuxième moitié du XVIIIe siècle. Dans le dernier quart du XIXe siècle, à la suite de l'importation massive, en Europe, de blé des États-Unis et de l'Empire russe, les agriculteurs everois se reconvertissent dans l'horticulture maraichère et surtout dans la production du witloof (« feuille blanche » en néerlandais).
À partir de 1919, une certaine industrialisation basée sur la construction aéronautique s'installe grâce à la présence du premier aérodrome national construit essentiellement sur l'ancienne commune de Haren (qui sera annexée dès 1921 par la commune (Ville) de Bruxelles ; voir SNETA, SABCA, SABENA, etc.) mais dont une partie des extensions militaires furent construites sur Evere ainsi que l'usine Renard.
Après la Seconde Guerre mondiale, l'explosion de la démographie et la raréfaction des habitations ou des terrains à bâtir libres dans la région bruxelloise accélère la disparition des terres agricoles au profit de l'urbanisation. Celle-ci s'accroit encore, à partir de 1968, avec l'arrivée sur Haren (commune de Bruxelles-Ville depuis 1921) de l'Organisation du traité de l'Atlantique nord sur le site désaffecté de l'ancien aérodrome d'Haren-Evere. Cette implantation entraine aussi la venue de nombres d'entreprises du secteur tertiaire pour qui est créé le Da Vinci Research Park sur Haren et Evere.

## Chronologie temporelle

### Protohistoire et Antiquité
Aucune découverte majeure ne permet de conclure à une occupation sédentaire d'Homo neanderthalensis ou d'Homo sapiens sur le territoire de la commune même pas pendant le Premier âge du fer.
Environ 300 ans avant Jésus-Christ, les Nerviens occupent la région mais ne laissent pas non plus de trace d'occupation.
La première trace de passage régulier est la via publica entre Cortoriacum et Atuatuca Tungrorum qui traversait la Senne aux alentours de Haimbecha avant de parcourir l'actuel territoire communal. Des céramiques, des vases et des ossements humains ont été découverts le long de cette route.
L'origine du nom d'Evere proviendrait de l’existence de ce point de passage de la Senne par la chaussée romaine.

### Moyen Âge
Peu d'informations nous sont parvenues sur cette époque. Le régime féodal et la création des seigneuries, provoqué par la faiblesse du pouvoir central, ne commence qu'après la dissolution de l'empire carolingien et la disparition de la notion romaine de proprietas. Avant de devenir une seigneurie, sans doute vers le XIIIe siècle, Evere était un latifundium du pagus de Brabant possédé, depuis le Bas-Empire romain, par de grands personnages.
Madelgarius de Famars de Hainaut (ca 607-677) et son fils Landry de Soignies (ca 637 - ca 700) sont les plus anciennes personnes historiques connues d'Evere. Madelgarius y possède des terres qu'il cède, vers 670, à l'abbaye qu'il vient de créer à Soignies. Vers 675, son fils Landry, devenu chorévêque, revient sur les domaines appartenant à son père pour y prêcher l'Évangile. Il est vraisemblable qu'il crée la première paroisse d'Evere et qu'il la consacre à son père devenu Vincent. Après le départ définitif de Landry, à la suite du décès de son père en 677, pour l'abbaye de Soignies, le travail d'évangélisation est repris, entre 720 et 724 par évêque missionnaire Pirmin.
La mort de Louis le Pieux en 840 a pour conséquence de faire passer la souveraineté sur les quatre comtés du pagus de Brabant de main en main :
- le traité de Verdun de 843 qui procède au partage de l'ancien empire de Charlemagne le rattache à la Francie médiane ;
- le traité de Prüm de 855 le rattache à la Lotharingie ;
- le traité de Meerssen de 870 attribue l'abbaye de Soignies et toutes ses possessions, donc en ce Evere y compris, à Charles II le Chauve comme domaine royal[Cnops 3]. Dès lors, le souverain peut disposer, à son gré, du patrimoine abbatial et rétribuer ses fidèles. C'est ainsi qu'Evere se retrouve propriété du châtelain de Bruxelles ;
- le Traité de Ribemont de 880 reconstitue l'ancienne Lotharingie mais, cette fois, au sein de la Francie orientale de Louis III le Jeune ;
- En 953, ce duché de Lotharingie est divisé en duché de Haute-Lotharingie et en duché de Basse-Lotharingie ;
- En 994, le comté de Bruxelles, qui est en fief de la Basse-Lotharingie, est donné en dot à Lambert Ier de Louvain ;
- Enfin, en 1183, les comtés de Louvain et Bruxelles auxquels ont été adjoints le landgraviat de Brabant sont élevés au rang de duché de Brabant dont le premier duc est Henri Ier de Brabant.

Entre-temps, au début du Xe siècle, l'abbaye de Soignies est transformée en chapitre de Soignies et, à partir de la fin de ce même Xe siècle, ce chapitre tente de récupérer ses possessions. C'est au XIIe siècle que la propriété d'Evere est disputée avec le châtelain de Bruxelles Godefroid van der Aa et à cette occasion qu'un acte de donation, daté de 1120 et passé à Bruxelles, où l'évêque de Cambrai faisant don des autels de Scarenbecca et d'Everna au chapitre de Soignies qu'apparait, pour la première fois, le nom d'Everna.

Dans des documents, datés de 1185, 1237, 1247, 1387 et 1402, il est fait mention du nom d'Evrene. En 1435 d'Ever. En 1491, 1542 et 1586 d'Evere.
C'est entre le XIIe et le XIIIe siècle qu'est édifiée la première église Saint-Vincent en style roman supérieur mais dont il ne subsiste que la tour. L'archéologue et historien Raymond Lemaire date la construction de cette tour entre 1125 et 1250 ce qui en fait le plus vieil édifice de la commune. Il faut attendre 1527 pour que nous parvienne le plus ancien texte, écrit par Jan Ymbrechts — sacristain d'Evere — concernant l'adjudication d'un nouveau chœur à cette église.
En 1298, le nom de « Henri, châtelain de Bautersem, seigneur des villages de Perck et d'Elewyt » apparait dans une charte qui autorise ses sujets d'Evere « à moudre leur grain à leur guise tant qu'aucun moulin ne sera construit sur le territoire de la seigneurie ». Ce baron de Bautersem est le premier de la série exhaustive des seigneurs d'Evere qui vont se succéder jusqu'à l'annexion des Pays-Bas autrichiens par la Première République française en 1795.

### Temps modernes

#### Les Pays-Bas des Habsbourg
Pendant la guerre civile aux Pays-Bas bourguignons, le village d'Evere est dévasté, en 1488 et 1489, à l’exception de dix-sept maisons,.

#### Les Pays-Bas espagnols
Le 1er avril 1549 est organisée, au lieu-dit Terneyveld (« champ du tournoi » en brabançon), une fête en l'honneur du futur Philippe II d'Espagne lors son arrivée à Bruxelles. Cette fête est constituée d'un jeu de rôle grandeur nature reconstituant une bataille suivi d'une joute équestre, d'où l'origine probable du nom de Terneyveld de l'endroit.

Pendant la Renaissance, ce lieu sert de lieu d'exécution des condamnés à mort. Il en est notamment ainsi lors de la révolte iconoclaste pendant la guerre de Quatre-Vingts Ans lorsque, le 18 mars 1566 (ou 1567), douze personnes dont Jean Denys, le chef des iconoclastes d'Anvers, sont pendus au gibet.
C'est de 1575 que date le plus ancien document concernant l'enseignement dans la seigneurie d'Evere où il est question d'un certain Paulus Van Mullem qui est maître d'école sans être sacristain, ce qui est assez rare à l'époque.
Entre 1578 et 1585, l'église Saint-Vincent est ravagée à plusieurs reprises par les iconoclastes calvinistes. Il faut attendre 1705 pour qu'elle soit réellement remise en état et, par la même occasion, agrandie par l'architecte Edige Vanden Eynde. D'une église à un seul vaisseau et avec aucune fenêtre identique, il en fait un lieu de culte constitué d'une nef à trois vaisseaux éclairée par huit fenêtres identiques de style italien et perce la tour d'une baie munie aussi d'une fenêtre de même style.
1594, tenue du premier registre de l'état civil du village d'Evere.
Le 19 octobre 1677, le comte de Baucignies aussi seigneur d'Evere, Eugène Maximilien de Hornes, est élevé au titre de prince par Charles II d'Espagne. Dès lors, Evere fait partie, jusqu'en 1772, de la principauté de Hornes et non plus du duché de Brabant.
Marie-Élisabeth d'Autriche possède une faisanderie au Terneyveld où elle fait construire deux pavillons de chasse. C'est aussi elle qui fait rectifier, à partir de 1709, la route entre la porte de Louvain de Bruxelles et la Brusselsepoort de Louvain pour lui donner son tracé rectiligne actuel.

#### Les Pays-Bas autrichiens

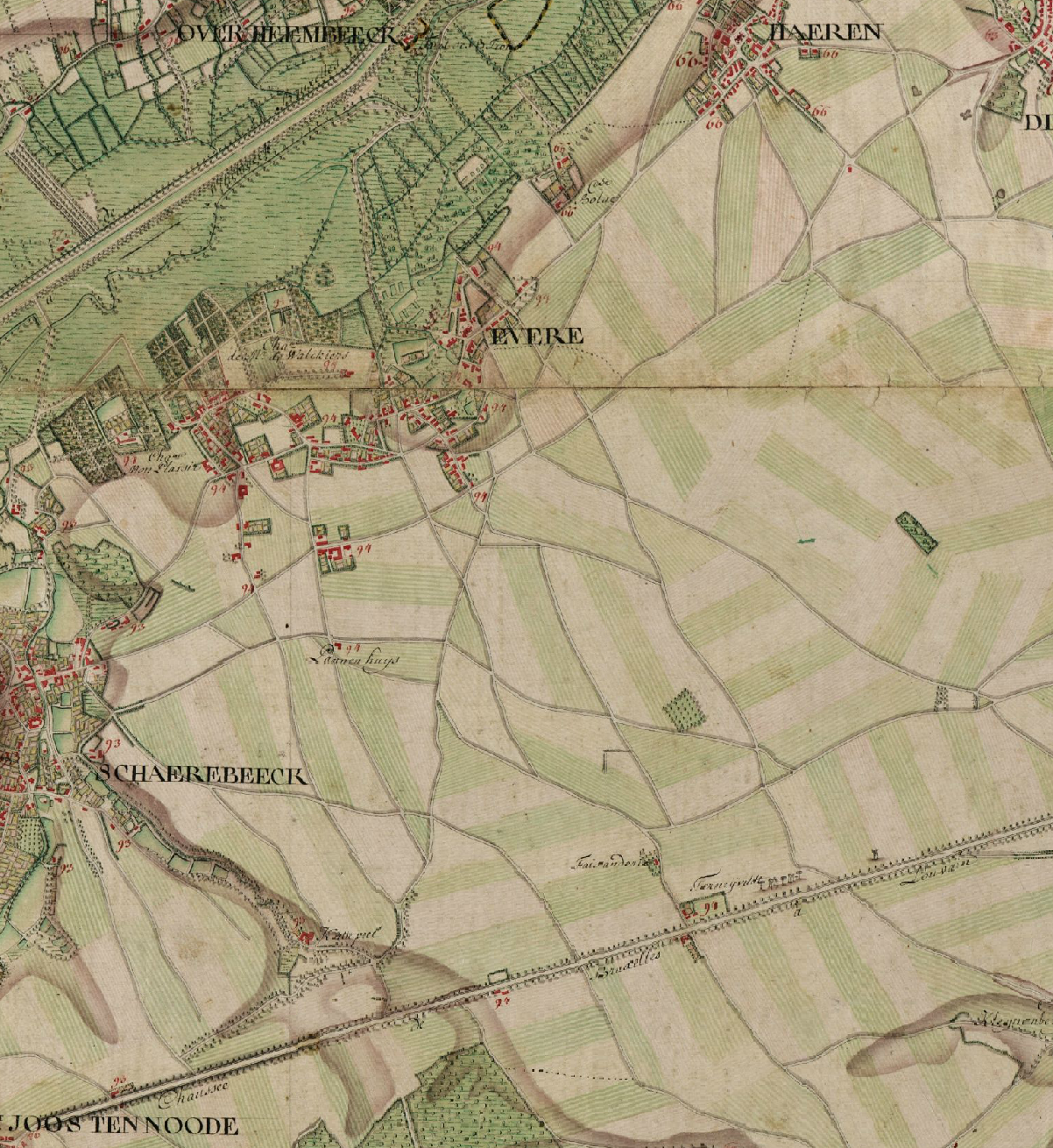
Extrait de la carte de Ferraris de 1777 montrant ce qui deviendra l'actuelle commune d'Evere.

La production des agriculteurs everois est bien connue. La culture céréalière, celle de la carotte et celle du navet, qui est renommé dans toute l'Europe, y sont dominantes jusqu'à l'introduction de la pomme de terre dans la deuxième moitié du XVIIIe siècle. L'extrait de la carte de Ferraris, ci-contre à droite, illustre très bien l'ampleur prise par les terres agricoles.
Pendant la guerre de Succession d'Autriche, le monticule du Geuzenberg (« Mont des geux » en néerlandais) sert de lieu d'inhumation aux soldats protestants de l'électorat de Hanovre tombés dans la région et qui ne peuvent donc être enterrés dans la terre consacrée d'un cimetière catholique.
En 1742, le curé de l'église Saint-Vincent, n'appréciant pas que les enfants jouent entre les tombes du cimetière pendant les récréations, fait démolir l'école primaire située contre la tour et les cours sont dorénavant donnés au domicile du sacristain.
La princesse Marie-Thérèse de Salm-Kirbourg, dernière héritière des princes de Hornes, cède, en 1772, la seigneurie d'Evere à Adrien Walckiers en échange de la seigneurie Ten Hove à Overyssche. Celui-ci sera le dernier seigneur d'Evere.

### Époque contemporaine

#### Époques française et hollandaise
Lors de l'annexion, le 1er octobre 1795, des Pays-Bas autrichiens par la Première République française, toutes les seigneuries sont dissoutes et le territoire est divisé en départements eux-mêmes divisés en cantons puis en municipalités. Evere, qui compte moins de 5 000 habitants est intégrée, avec dix autres entités, à la municipalité du canton de Woluwe-Saint-Étienne qui avec d'autres cantons fait partie du département de la Dyle. Elle est gérée par un agent municipal, secondé par un seul adjoint. Cet agent fait office de chef de la police, d'officier de l'état civil et d'exécuteur local des résolutions prises par le pouvoir municipal.

Le coup d'État du 18 Brumaire renverse le Directoire et instaure, le Consulat le 1er janvier 1800. À cette occasion, Evere devient une commune à part entière et son premier maire, seul détenteur du pouvoir exécutif, est André O'Kelly.
Les 21 et 22 septembre 1830, entre 250  et   300 volontaires belges sous les ordres d'Ernest Grégoire et de Charles Rogier attaquent une partie de la garnison hollandaise de Louvain, commandée par le général Albert Trip van Zoudtlandt (nl) et forte d'environ 1 000 fantassins et cavaliers, alors qu'elle est stationnée à Haren, entre Evere et Diegem.

#### 1830 à 1900

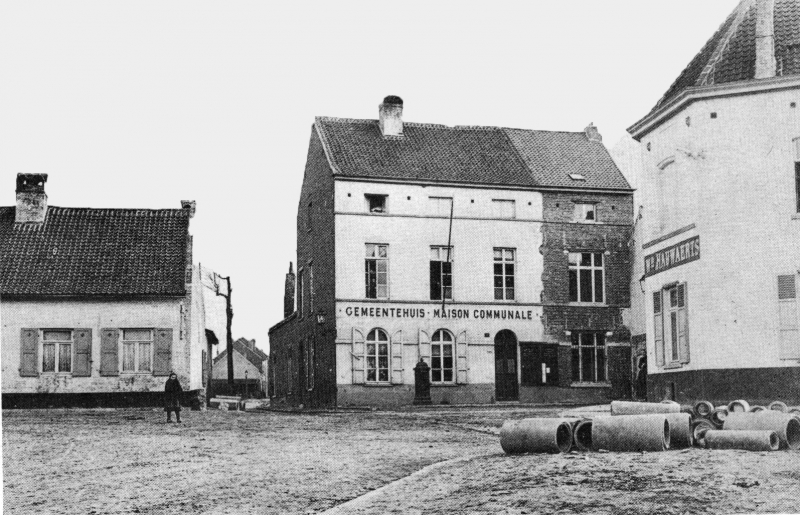
La maison communale entre 1840 et 1939
(photo de 1905)

En novembre 1830, comme dans beaucoup d'autres communes du jeune royaume, un militaire est nommé bourgmestre le temps d'effectuer la transition politique. Pour Evere, il s'agit de François Léopold Winssinger.
C'est le 21 février 1831 qu'est nommé le premier instituteur communal en la personne de Jean-Baptiste De Koster qui deviendra, plus tard bourgmestre d'Evere et c'est en 1837 que voit le jour la première école communale située dans un bâtiment qui lui est entièrement destiné.

La première maison communale est construite entre 1839 et 1841 au coin de la rue de Tirlemont et du chemin de la Poste et sera démolie en 1957.
1841 voit la construction, par Karel Van Assche, du moulin d'Evere. Le moulin est démuni de ses ailes en 1887 par suite de l'utilisation exclusive de la vapeur pour son fonctionnement.
Entre 1845 et 1846, l'église Saint-Vincent est agrandie par l’extension de ses collatéraux et les murs sont percés de cinq fenêtres en plein cintre. Elle est de nouveau rénovée en 1886 par l'architecte Louis Spaak.
En 1852, le domaine De Steene Vleug (« Le colombier de pierre » en néerlandais), bâti en 1691 par Augustin-Joseph Strens, membre du Conseil de Brabant, devient un institut psychiatrique qui fonctionnera jusqu'en 1921 avant de devenir un bâtiment industriel.
Le 19 octobre 1854, quatre religieuses de la congrégation des filles de Saint-Joseph et le curé de la paroisse Saint-Vincent achètent une propriété, appelée Vroonhof (« Maison du seigneur » en néerlandais), Vieille route de Cologne qu'ils transforment en couvent, en école et pensionnat pour jeunes filles et en maison de retraite pour dames aisées. L'ouverture de cette école pour filles oblige la commune à engager une institutrice qui, désormais, a la charge de l'enseignement des filles. En 1869, la commune inaugure la nouvelle école primaire. Celle-ci comprend désormais deux salles de classe pour garçons séparées par l'habitation de l'instituteur de deux salles de classe pour filles. Chaque sexe a aussi sa propre cour de récréation.
Les années 1874 à 1877 voient la construction du cimetière de Bruxelles et de l'avenue du Cimetière de Bruxelles qui seront officiellement inaugurés le 15 août 1877. Une population d'ouvriers et d'artisans œuvrant dans les briqueteries et chez les tailleurs de pierre s'installe aux alentours des chantiers.

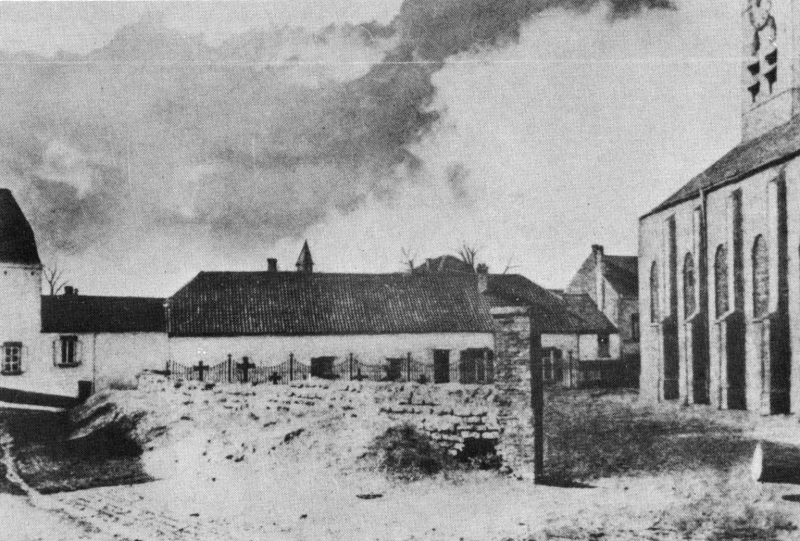
La plus ancienne photo connue d'Evere montrant le cimetière Saint-Vincent en cours de démolition
(photo de 1893)

En 1880, Les autorités communales acquièrent, sur l'entité communale, un terrain de 35 ares pour y établir un nouveau cimetière en remplacement de celui entourant l'église Saint-Vincent qui est démoli en 1893. Ce « nouveau » cimetière sera fermé aux nouvelles sépultures en 1992 après l'ouverture de l'actuel cimetière.
1888 voit la création, par des sœurs de l'ordre de Notre-Dame de Charité, d'un couvent et d'un orphelinat pour jeunes filles du nom de « Orphelinat du Bon Pasteur ». Détruit en mai 1944 par un bombardement de l'aviation américaine, il a fait place, après avoir été une décharge publique, à l'actuel parc du Bon Pasteur.
Le dernier quart de ce XIXe siècle, à la suite de l'importation massive, en Europe, de blé des États-Unis et de l'Empire russe, voit les agriculteurs everois se reconvertir dans l'horticulture maraichère et surtout dans la production du witloof (« feuille blanche » en néerlandais).
Le 9 décembre 1894 est fondé à Evere, par 63 maraîchers d'Evere, de Woluwe-Saint-Étienne et de Kraainem, le « Syndicat des maraîchers brabançons » qui est la première association professionnelle d'agriculteurs en Belgique.

#### XXeetXXIesiècles

##### 1901 à 1914
Le 5 août 1905, Marie Dymphine Smeets, pensionnaire de la maison de retraite Saint-joseph, devient la première personne centenaire recensée de la commune. Elle décède en 1906.
Le 29 octobre 1905 voit la mise en service de la première ligne de tram desservant la commune. Il s'agit de la ligne no 56 qui relie la place de Bavière à Anderlecht en traction électrique.
Le 22 avril 1906 est inaugurée l'église Saint-Joseph.
1910 voit l'aménagement de l'actuelle ligne de chemin de fer no 26 qui coupe littéralement la commune en deux.

##### Première Guerre mondiale
Après d'autres communes de la périphérie bruxelloises (Etterbeek et Berchem-Sainte-Agathe (en fait entre Zellik et Relegem)), Evere voit apparaitre début 1915, une base allemande d'aéronefs à l'entrée de la commune voisine de Haren mais débordant sur Evere. Rapidement, l’état-major de la Deutsches Heer décide d’installer sur la plaine de Haren-Evere un hangar à Zeppelin, pour faciliter les bombardements sur Londres et Paris. Une entreprise de Berlin édifie un gigantesque hangar d’une dimension de 180 mètres de long, 22 de haut et 34 de large. Les premiers bombardements sont lancés, dès le 29 avril 1915, sur la capitale britannique mais des avions du Royal Flying Corps réussissent à incendier et à détruire partiellement le hangar le 7 juin suivant. Les aéronefs furent alors remplacés par des avions. À cette époque, ces plaines ne sont qu'une vaste étendue herbeuse avec très peu voire sans infrastructure, permettant aux pionniers de décoller et d'atterrir.

##### Entre-deux-guerres
Dès la fin de la guerre, les anciennes infrastructures aéronautiques allemandes intéressèrent l'armée et l'État belge. Ainsi débuta sur Haren et Evere, toute une histoire aéronautique civile et militaire : ainsi sur Haren se créa le/la SNETA, la SABCA, la SABENA, aux limites de Haren et d'Evere l'Aviation Militaire Belge, et sur Evere l'Usine Renard.
En 1922, débute la construction de la cité-jardin du Tuinbouw (« jardin cultivé » en néerlandais) selon les plans de l'architecte Jean-Jules Eggericx.
En 1926, l'Union chimique belge installe son département « Photobel » sur l'actuelle avenue Cicéron. En 1955, le site est racheté par la « Manufacture Belge de Lampes Électriques » (MBLE) qui est elle-même rachetée par Philips puis par la société américaine Vishay Intertechnology (en), l'ancien site industriel de MBLE ferme définitivement le 12 octobre 2007 en clôturant le passé industriel d'Evere. Le seul bâtiment restant du site, celui de « Photobel » est, depuis juillet 2012, en attente d'une réaffectation après avoir été un temple de l'Association of Vineyard Churches.
Un arrêté royal du 15 novembre 1928 reconnait à Evere le droit d'utiliser les armoiries du dernier seigneur d'Evere sur le blason communal.
La plaine de Haren-Evere conserve sa vocation aéronautique et attire l'industrie d'assemblage puis de conception d'avions. C'est au sud de cette plaine que la commune de Schaerbeek achète, en 1929, un terrain de 25 hectares en vue d'y établir son nouveau cimetière.
Le 4 juin 1933 la troisième église paroissiale, l'église Notre-Dame Immaculée, est consacrée.
En 1934, est inauguré le Solarium d'Evere qui restera actif jusqu'en 1978.
En 1935, débute la construction du boulevard Léopold III afin de relier la capitale à l'aérodrome de Haren-Evere.
Entre 1938 et 1939, l'actuelle maison communale est construite par l'architecte Robert Rousseau sur le Geuzenberg à l'endroit appelé Dievenhoek (« Endroit des voleurs » en néerlandais). Elle est inaugurée le 2 juillet 1939 tandis que l'ancienne maison communale rendra encore des services publics variés jusqu'en 1957.

###### Aviation militaire

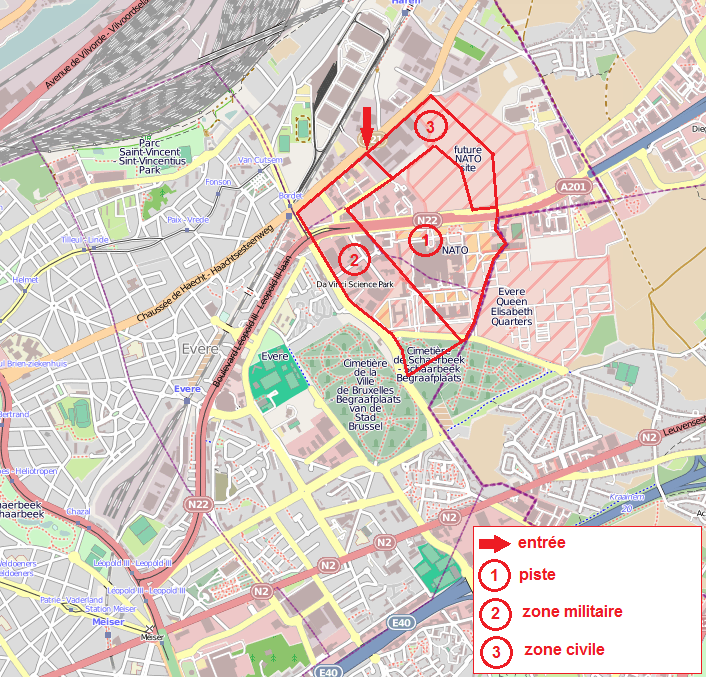
Localisation de l'aérodrome de Haren-Evere (1919-1940) sur une carte actuelle.

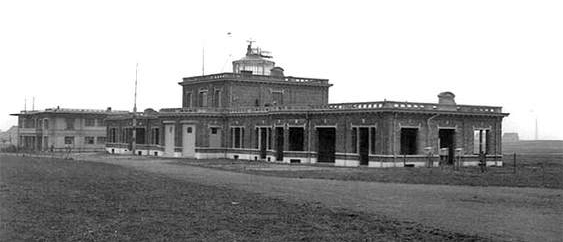
Aérogare de Haren (aérodrome civil) en 1929 avec, dans le fond à gauche, lAvia-Palace. L'ensemble sera détruit pour construire le nouveau siège de l'OTAN à Haren.

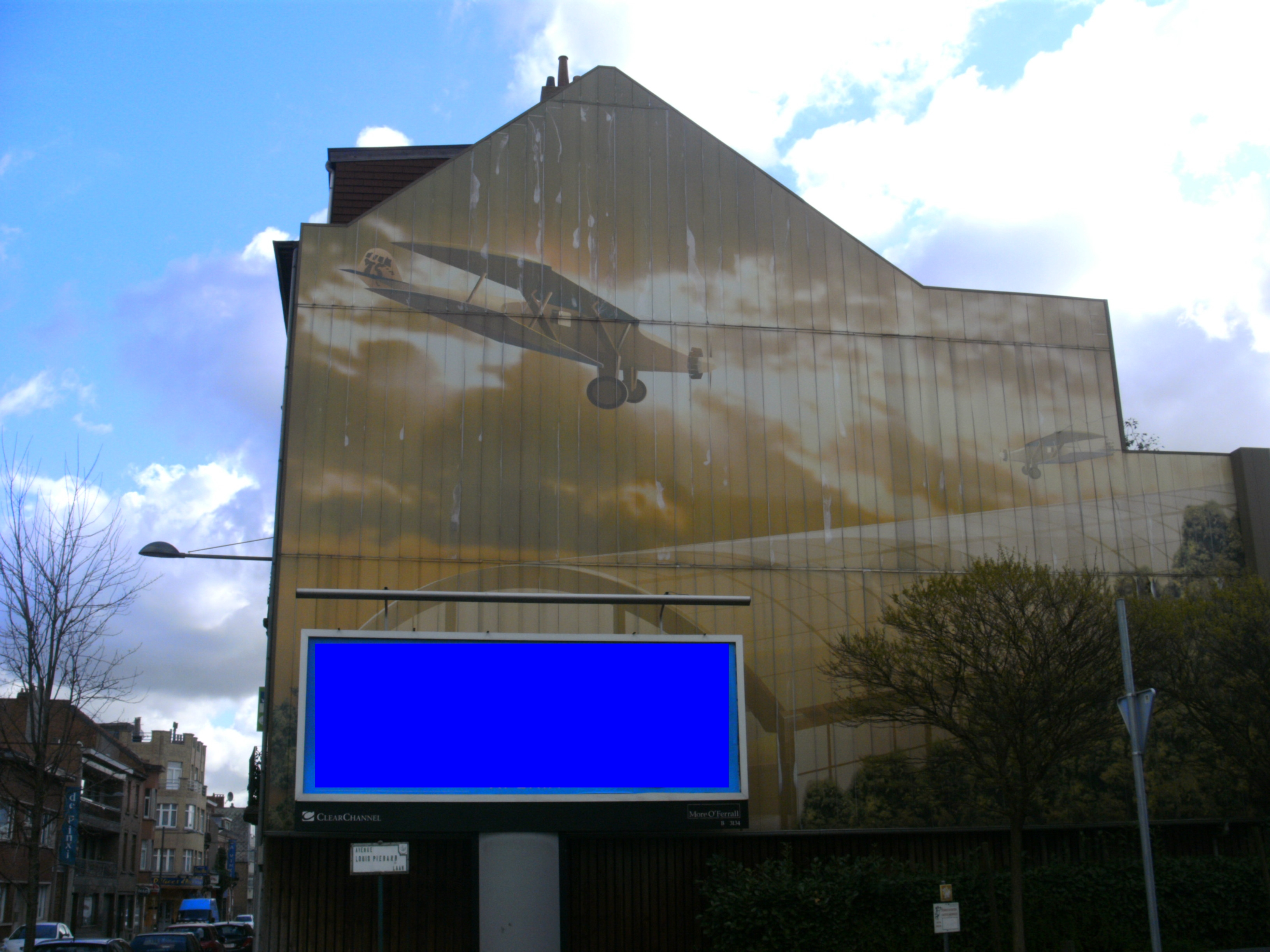
Fresque murale rappelant le passé aéronautique d'Evere.

Entre 1919 et 1921, l'aviation militaire belge fait de Haren-Evere la base du groupe de reconnaissance aérienne. En juin 1921, l'Aéronautique militaire (la nouvelle appellation de l'aviation militaire) en fait la base des quatre escadrons d'appui au sol équipés, chacun, de douze appareils. Les avions utilisés à Haren-Evere étaient soit des Bristol F.2 B soit des Airco DH.4. Elle fait aussi de la base le centre de maintenance et de réparation de tous ses avions. En 1923, les restes du hangar à zeppelins sont définitivement rasés.

Fin 1929, les restructurations budgétaires obligent l'Aéronautique militaire au redéploiement de ses forces. Haren-Evere voit les escadrons d'appui au sol la quitter pour être remplacés par le 5e groupe d'observation et devient le quartier général du 1er régiment aéronautique.

En 1939, les menaces de guerre astreignent la Belgique à un nouveau redéploiement de ses forces armées en vue d'une éventuelle attaque ennemie. Au 1er novembre 1939, quatre escadrons de reconnaissance et de bombardement occupent la base. Les avions utilisés alors à Haren-Evere étaient des Fairey Fox du type Rolls (1er et 3e escadron), du type Battle (5e escadron) et du type VIII (7e escadron).

Le 19 avril 1939 intervient un incident important. Un Junkers Ju 52 de la Lufthansa dévie de sa route pour prendre des photographies aériennes des défenses de Liège. Intercepté par des avions d'observation de la base aérienne de Goetsenhoven, il est forcé d'atterrir à Haren-Evere. Après inspection du Junkers et de ses passagers, ceux-ci sont escortés en direction de Cologne jusqu'à la frontière avec le Reich allemand.

###### Aviation civile
Le 11 novembre 1919, sous impulsion du capitaine-commandant Georges Nélis et avec le soutien du roi Albert 1er, est créée la Société Nationale pour l’Étude des Transports Aériens (SETNA) qui s'installe sur l'aérodrome de Haren-Evere et qui effectue son premier vol commercial, Bruxelles-Londres, le 25 mai 1920. À partir du 2 mai 1921, suivent des lignes régulières vers Amsterdam et Paris.

Avec l'aide de la SETNA, et toujours sous l'impulsion de Nélis, est créée le 16 décembre 1920 la Société anonyme belge de constructions aéronautiques (SABCA) qui s'installe à Haren en bordure du champ d'aviation le long de la chaussée de Haecht.

Le 23 mai 1923 est créée la Société Anonyme Belge d’Exploitation de la Navigation Aérienne (SABENA) dont le premier directeur est Georges Nélis et le principal actionnaire la SETNA. Les quatorze avions qui équipent la nouvelle société sont ceux de la SETNA. Pendant un an les activités commerciales sont suspendues afin d'organiser la SABENA et le premier vol, Amsterdam-Haren-Strasbourg-Bâle, a lieu le 1er avril 1924 et la première liaison Haren-Léopoldville le 23 février 1935. Cette liaison Bruxelles-Léopoldville prend 5 1⁄2 jours avec un Fokker F.VIIb.
En 1928, Alfred Renard quitte Schaerbeek et la « Société anonyme des avions et moteurs Renard » pour créer, avec son frère Georges, la société « Renard Constructions Aéronautiques » à Evere sur l'avenue Jules Bordet en bordure de l'aérodrome de Haren-Evere.

##### Seconde Guerre mondiale
Le 10 mai 1940, comme les autres aérodromes belges, celui d'Haren-Evere est attaqué par la Luftwaffe. La SABENA, qui avait déjà pris la précaution de transférer son terminal vers le Congo belge à Marseille, parvient à faire décoller tous ses avions vers l'Angleterre.
Pendant cette Seconde Guerre mondiale, la base aérienne de Haren-Evere est, dès le 17 mai 1940, de nouveau occupée par la Luftwaffe qui fait étendre ses installations par l'Organisation Todt jusqu'à Woluwe-Saint-Étienne et construit trois nouvelles pistes en triangle, dont une en dur longue de 820 mètres, à Melsbroek qu'elle relie à Haren par un taxiway de près de quatre kilomètres. Le 1er juin 1940, les installations et les travaux sont visités par Adolf Hitler.

La base militaire devient un centre de maintenance et de réparation pour les bombardiers allemands et, pendant la première moitié de la guerre, sert aux unités de bombardement opérant contre l'Angleterre. Une unité italienne de chasseurs d'escorte y stationna également.
La présence de cet aérodrome mais aussi de la gare de triage de Schaerbeek
vaut à Evere d'être bombardée trois fois par l'aviation américaine.

###### Bombardement de l'aérodrome
Cet évènement est étudié en profondeur par Albert Guyaux dans son livre Le bombardement d'Ixelles et d'Evere le 7 septembre 1943.
Le 7 septembre 1943 : la 1re division de bombardement (en) composée de 8 groupes de forteresses volantes B-17 totalisant 114 appareils et accompagnés de 137 chasseurs P-47 décollent à 7 h 55 de huit bases aériennes différentes des comtés de Northamptonshire et de Bedfordshire en Angleterre avec pour objectif les installations d'Evere et de Melsbroek qui sont atteintes et bombardées de 8 h 51 à 8 h 55 (heure GMT+1). Pendant ces quatre minutes, environ 1 000 impacts sont dénombrés dans la zone ciblée.

D'une part, les différents rapports reçus par les services de renseignement des Alliés à propos des dégâts infligés aux installations militaires sont assez imprécis et contradictoires tandis que le bilan établi par les Allemands est toujours indisponible. Il est question de 800 à 900 militaires allemands et de 400 à 500 civils tués, de 27 ou de 80 avions détruits, de quatre ou de six hangars et de six ateliers détruits ou fortement endommagés, de pistes très touchées.

D'autre part, selon le procès-verbal, daté du 13 septembre 1943, de la division d'Evere de la police de Bruxelles, les dégâts collatéraux, qui s'étendent des environs de la place de la Paix aux hangars de Herlawerke 6, sont de 19 tués identifiés et de nombreux blessés dans la population civile auxquels il faut ajouter deux immeubles complètement détruits, huit immeubles gravement endommagés, 196 immeubles légèrement endommagés et 39 trous de bombes dans des zones non habitées.
Lors de cette opération, un groupe de huit B-17 confond les casernes d'Etterbeek et le champ des manœuvres voisin avec les installations de Haren-Evere et larguent, en une fois, entre 120 et 130 bombes sur Ixelles. Cette méprise détruit ou endommage une superficie de 16 hectares à 8 h 49, tuant 282 civils, blessant gravement 216 autres, détruisant 188 habitations et endommageant plus ou moins sévèrement 1 210 autres.

###### Bombardements de la gare de Schaerbeek

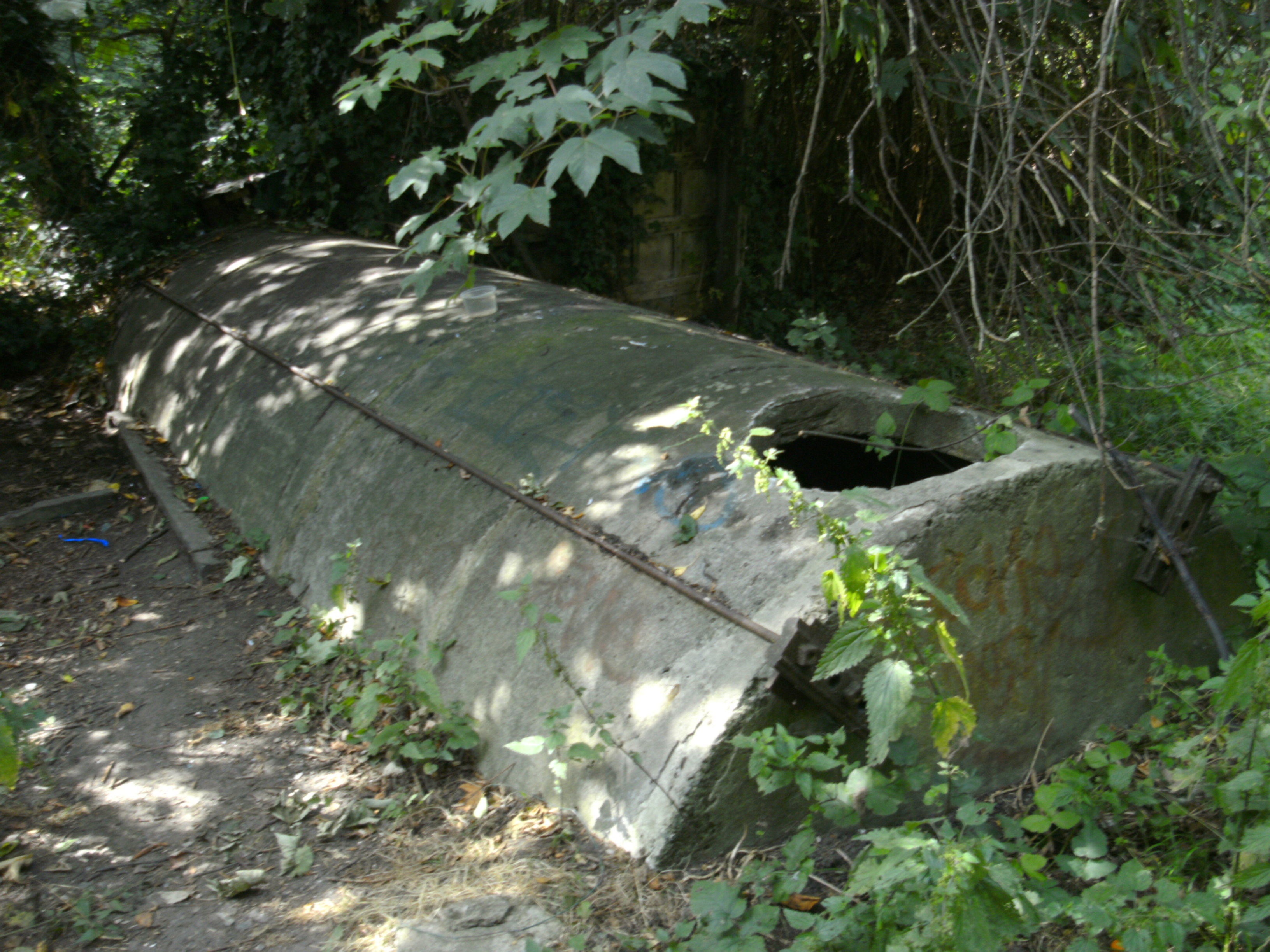
Situé dans le Moeraske, le dernier abri antiaérien de la gare de Schaerbeek.

- Le 10 avril 1944 : le lundi de Pâques 1944, le centre de la commune est touché par des bombes incendiaires qui détruisent entre autres le bureau de poste de la rue de Tirlemont et, vieille Route de Cologne, le couvent Saint-joseph[Cnops 22].
- En mai 1944 : c'est plus particulièrement les environs de l'église Saint-Vincent qui sont touchés dont le couvent et l'orphelinat du Bon Pasteur[Cnops 23].

Le prolongement de tous ces bombardements est que, lorsque les réparations d'une maison est envisageable, la délivrance de nouveaux matériaux n'est possible que si une quantité de mitraille équivalente à la quantité de matériaux demandé est remise anticipativement. Beaucoup d'immeubles restent ainsi non reconstruits jusqu'à la mise en œuvre du plan Marshall en 1953.
En 1944, la base aérienne est occupée par la RAF qui répare aussi la piste de la nouvelle base de Melsbroek.

##### 1945 à aujourd’hui

Drapeau de la Composante air dont les débuts sont intimement liés à l'histoire des communes de Haren et d'Evere.

Au lendemain de la Seconde Guerre mondiale, Haren-Evere, en tant qu'aéroport, est abandonné par l'aviation militaire et par l'aviation civile au profit de Melsbroek qui est, grâce à sa piste en dur longue de 820 mètres, capable d'accueillir les nouveaux Douglas DC-3 et Douglas DC-4 de la SABENA et les Dakota de l'Aviation militaire belge.

Cependant, les installations de Haren-Evere sont encore utilisées jusqu'en 1956 par la SABENA pour l'entretien et la réparation de ses avions qu'elle amène via le taxiway construit en 1940 par les Allemands. Ce n'est qu'après la construction, entre 1948 et 1956, de trois hangars pour avions et de six ateliers à Melsbroek que ce va-et-vient entre le nouvel aéroport et le site de maintenance est définitivement stoppé sonnant, en même temps, la fin du site aéroportuaire de Haren-Evere.

La dernière présence militaire, actuelle, sur la commune est le « Quartier Reine Élisabeth » qui est le quartier général de la composante terre établi en partie sur l'ancienne plaine d'aviation et en partie sur l'ancienne commune de Woluwe-Saint-Étienne.

En 1947, Alfred Renard renoue contact avec son ancien associé Jean Stampe et devient Administrateur délégué de la société « Stampe et Renard » qui s'installe dans les bâtiments de l'avenue Jules Bordet jusqu'à la dissolution de la société en janvier 1970. Cette dissolution clôt définitivement l'histoire aéronautique d'Evere.
Si Evere est surtout resté un village de maraîchers jusqu'à la Seconde Guerre mondiale, dès la fin de celle-ci, à la suite de l'explosion de la démographie et de la raréfaction des habitations ou des terrains à bâtir libres dans la région bruxelloise, le visage de la commune se métamorphose avec la construction de logements sociaux selon le concept des cités-jardins comme, en 1948, la cité Germinal, en 1954, la cité Ieder zijn huis ou encore, en 1964, le quartier Astrid.

Cette anthropisation s'accélère encore avec l'implantation, en décembre 1966, de l'Organisation du traité de l'Atlantique nord (OTAN) à Haren (Bruxelles), au centre de l'ancienne plaine d'aviation, pour acquérir son visage actuel avant la construction du nouveau siège à l'emplacement de l'ancien Quartier Roi Albert I et détruisant les anciennes aérogares de Haren. La méconnaissance du statut de l'ancienne commune de Haren devenue Bruxelles-Ville (comme Laeken et Neder-Over-Heembeek) fait qu'encore aujourd'hui beaucoup confondent cette partie de Bruxelles avec Evere !
Quelques dates :
- octobre 1947 : le Parti socialiste belge renverse le Parti social-chrétien à l'élection communale. Servaes Hoedemaekers devient le premier bourgmestre socialiste d'Evere. Le parti socialiste ne quittera plus la majorité politique communale et le bourgmestre sera toujours de ce parti[17] ;
- 1954 : à la suite du dernier recensement linguistique décennal effectué, en 1947, en Belgique, un arrêté royal sort la commune de l'espace néerlandophone de l'ancienne province de Brabant pour la rattacher à l'arrondissement administratif de Bruxelles-Capitale (ainsi que Ganshoren et Berchem-Sainte-Agathe) portant ainsi le nombre de communes faisant partie de cet arrondissement au nombre actuel de dix-neuf[18]. D'emblée, Evere se dote d'un statut, d'un enseignement communal et d'une administration bilingue ce qui en fait, avant même Bruxelles et avant les premières lois linguistiques de 1963 qui ont réglementé l'emploi des langues dans l'enseignement, la première commune de Belgique à adopter cette position ;
- 1960 : disparition de la dernière briqueteries d'Evere : la briqueterie Vermeersch[Tribot 6] ;
- 1973 : disparition du dernier troupeau de moutons de la commune ainsi que du dernier cheval de labeur à la ferme Puttemans et, vers la même époque, des dernières vaches[Cnops 24] ;

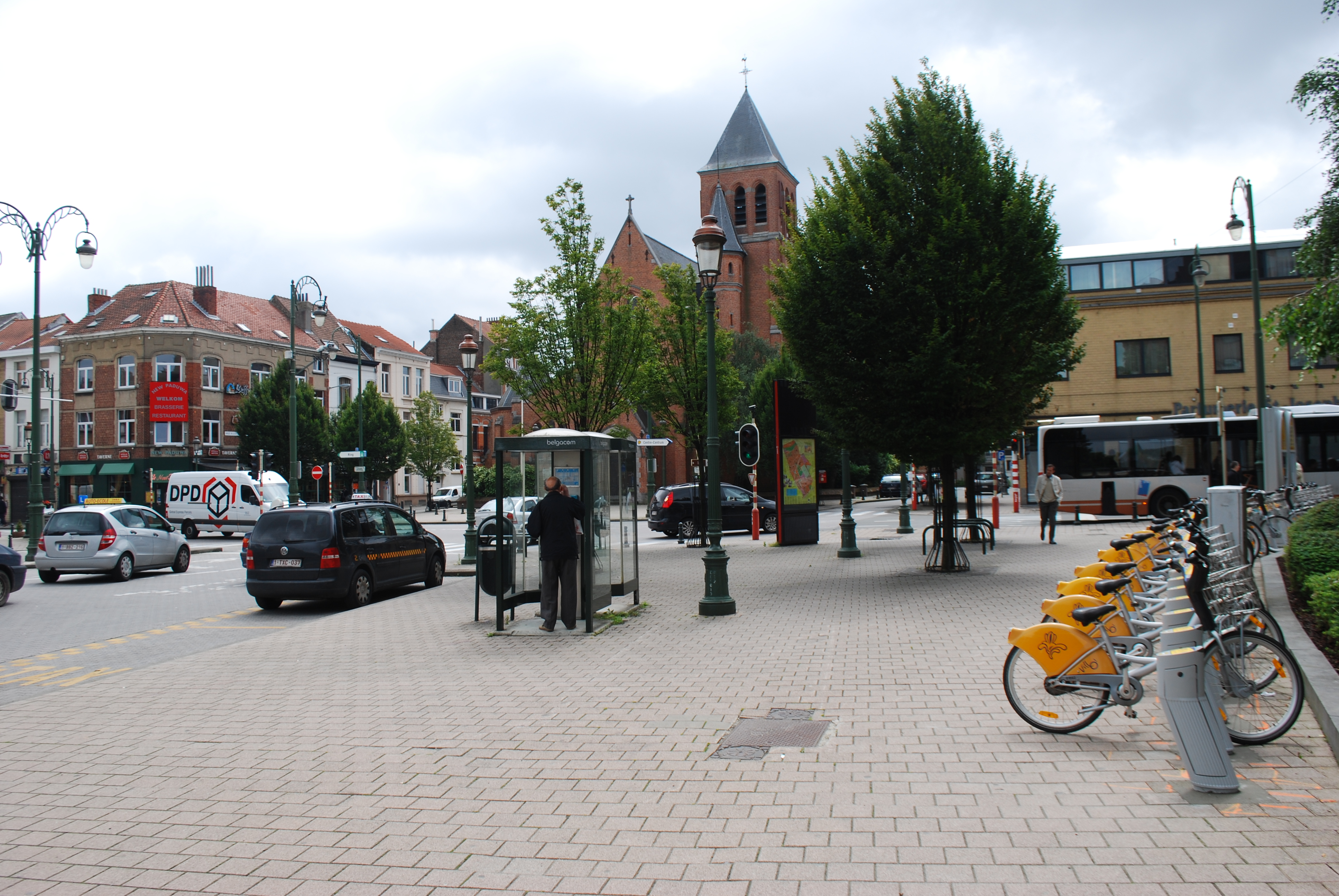
La station no 270 des vélos en libre-service Villo! avenue des Anciens Combattants

- 1978 : construction du complexe sportif d'Evere et de la piscine Les tritons. L'existence de cette dernière voit la disparition du Solarium d'Evere ;
- 1983 : fin de l'exploitation du moulin d'Evere ;
- 1er janvier 2001 : Evere est intégrée dans la zone de police Polbruno ;
- mars 2011 : une bombe allemande datant de la Seconde Guerre mondiale est découverte et désamorcée par le service de déminage de l'armée sur le site de l'ancien aérodrome de Haren-Evere[19] ;
- 27 janvier 2012 : un obus datant des bombardements de la Seconde Guerre mondiale est découvert, lors d'un terrassement proche de la maison communale, et enlevé par le service de déminage de l'armée[20] ;
- 11 juillet 2012 : l'unique conseiller communal du Vlaams Belang démissionne temporairement de son parti à la suite de la publication par le collectif Anonymous d'une liste de supposés pédopornographes où son nom apparait[21] ;
- 13 juillet 2012 : la commune est enfin intégrée au réseau de vélos en libre-service mis en place en 2009 par la société Villo! dans la Région de Bruxelles-Capitale. Huit des treize stations prévues sont opérationnelles[22],[23].
- 5 novembre 2012 : l'imprimerie Enschedé-Van Muysewinkel annonce qu'elle va licencier, en janvier, 75 personnes sur un total de 88[24]. C'est, depuis 2007 avec la fermeture du site everois du constructeur de matériel électrique Vishay Intertechnology (en), la deuxième plus grosse perte d'emploi pour une entreprise basée dans la commune.
- 7 mai 2013 : à la suite de la démission volontaire de Charles Picqué, le bourgmestre, Rudi Vervoort, devient le 7e ministre-président du Gouvernement de la région de Bruxelles-Capitale[25].

## Évolution de la démographie et de l'agriculture
| année                                         | démographie | surface territoire (en hectares) | surface agricole (en hectares) | cheptel d'élevage | cheptel de trait |
| --------------------------------------------- | ----------- | -------------------------------- | ------------------------------ | ----------------- | ---------------- |
| 1648                                          | < 500       | 425,93                           |                                |                   |                  |
| 1846                                          | 1 377       | 559                              | 454                            | 512               | 219              |
| 1910                                          | 6 031       | 509                              | 279                            | 608               | 407              |
| 1929                                          | 10 016      | 509                              | 155                            | 333               | 305              |
| 1950                                          | ~ 17 500    | 509                              | 177                            | 115               | 66               |
| 1967                                          | ~ 25 000    | 507                              | 43                             |                   |                  |
| 2012                                          | 37 190      | 501,8112                         |                                |                   |                  |
| Source : Pieter Cnops, Evere, Vroeger - Jadis |             |                                  |                                |                   |                  |

## Galerie média

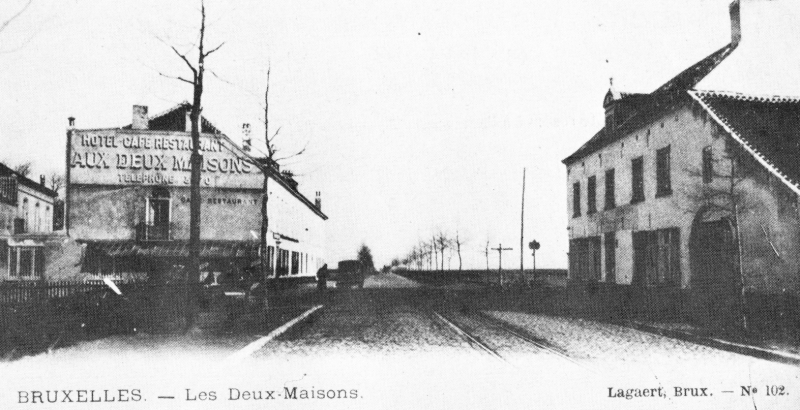
1905 La chaussée de Louvain au lieu-dit Les deux maisons..
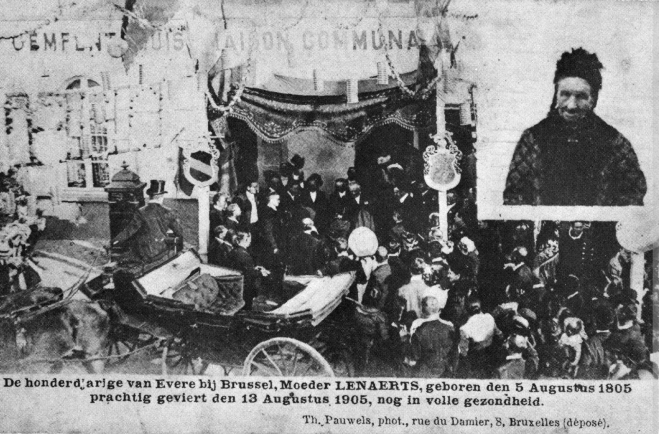
1905 Festivité en l'honneur de la première centenaire recensée..
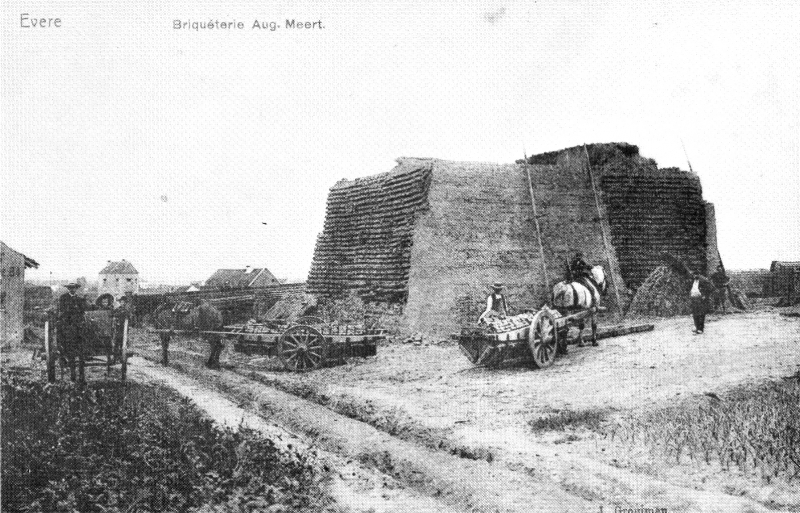
1906 La briqueterie d'Auguste Meert..
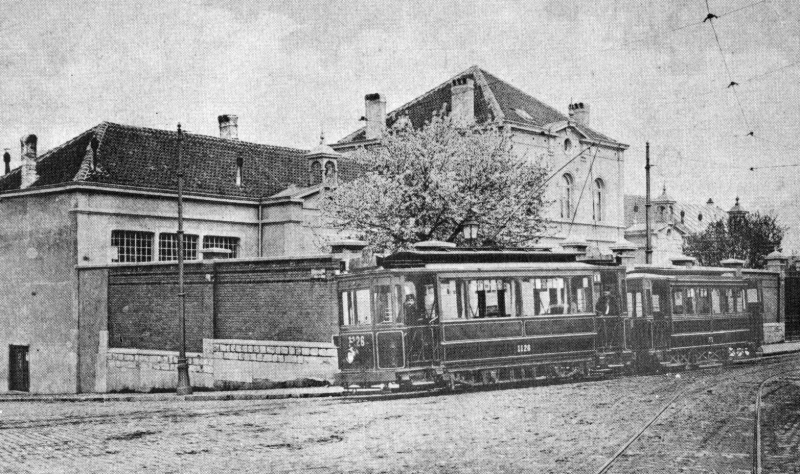
1910 L'ancienne école de la rue Stuckens et le tram no 56..
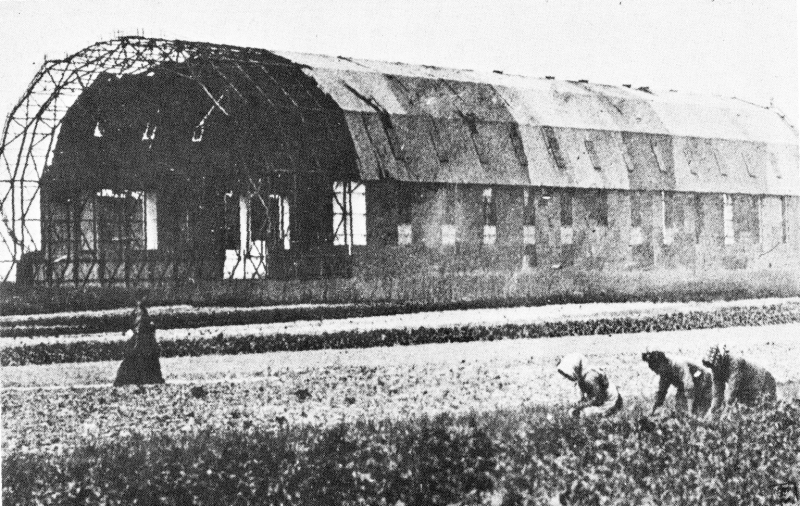
Entre 1915 et 1920 Maraichères et ruine du hangar à zeppelin..
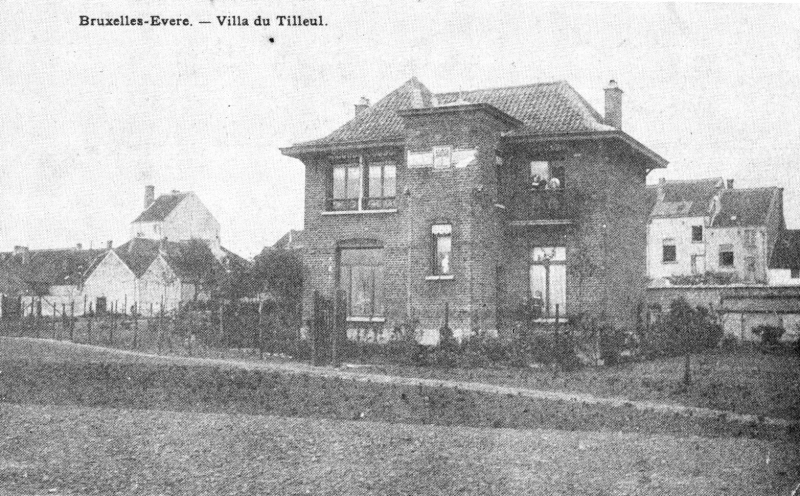
Années 1920 La Villa du Tilleul (chemin Tibout).